# Rayman (videojuego)
Rayman es un videojuego de plataformas desarrollado por Ubi Pictures y publicado por Ubisoft en 1995. El jugador controla al personaje homónimo, que debe perseguir a Mr Dark para recuperar el Gran Protoon que mantenía el equilibrio entre la naturaleza y los habitantes del valle. Se debe recorrer el valle, derrotar a los enemigos con las habilidades adquiridas a lo largo del juego y liberar a los Electoons capturados, encontrándose también con un jefe al final de cada mundo temático.
Michel Ancel lo concibió cuando era adolescente y pudo hacer realidad el concepto tras ser contratado por Ubisoft. Inicialmente se centró en el Atari ST y después en el Super NES CD-ROM, pero reinició la producción para la Atari Jaguar tras la cancelación del periférico. Ancel incorporó varios recuerdos de su infancia al diseño y pronto se le unió un equipo más amplio. Ubisoft lo hizo un título de lanzamiento para la PlayStation en Norteamérica y Europa para competir con los juegos de plataformas japoneses en la plataforma.
Rayman salió a la venta por primera vez para Atari Jaguar el 1 de septiembre de 1995, seguido poco después por versiones para PlayStation, Sega Saturn y MS-DOS. Tuvo una acogida positiva, con elogios para su atmósfera, efectos visuales y banda sonora compuesta principalmente por Rémi Gazel. Algunos críticos advirtieron que la estética desmentía su alto nivel de dificultad y otros reprocharon su falta de interés y emoción. Se convirtió en uno de los videojuegos más vendidos de PlayStation.

## Sistema de juego
Rayman es un videojuego de plataformas de desplazamiento lateral. El jugador controla al personaje titular, que debe recorrer seis mundos temáticos. Cada niveles esconde seis jaulas de Electoons capturados que puede liberar. Además, puede recoger cristales azules, «Tings», y ganar una vida extra cuando haya conseguido cien de ellos. Si pierde sus cinco vidas, tendrá que cargar su archivo de guardado o reiniciar. Adquiere ocasionalmente nuevos poderes, como la capacidad de volar, correr y colgarse de plataformas. Las modificaciones de sus manos desprendidas incluyen agarrar y dar puñetazos a entidades lejanas, esto último conocido como «puño telescópico».
Al final de cada mundo hay que derrotar a un jefe, lo que requiere el uso de las habilidades adquiridas anteriormente. Al rescatar a todos los Electoons en los cinco primeros, accede al mundo final, el Castillo de Caramelo, el escondite del jefe final, Mr Dark. Cuando Rayman interactúa con el Mago, que está escondido en varios escenarios, puede acceder a habitaciones ocultas que le conceden Tings o vidas extra si es derrotado en un tiempo determinado.

## Trama
Rayman vive en un valle en el que, gracias a un orbe mágico conocido como el Gran Protoon, la gente y la naturaleza viven en armonía. Un día, Mr Dark lo roba y derrota a su guardiana, Betilla el Hada. Como resultado, los Electoons que orbitaban alrededor se dispersan y muchos son apresados por villanos que aparecen en ausencia de este objeto. A petición de Betilla, Rayman se dispone a recuperarlo y liberar a los Electoons capturados. Mr Dark observa cómo Betilla lo guía en su búsqueda y acaba secuestrándola. Una vez recuperados todos, se enfrenta al villano en el Candy Château. Sin embargo, le quita su puño telescópico y lo atrapa entre muros de fuego que se ciernen sobre él. Los Electoons devuelven el puño en el último momento, de modo que puede derrotar a Mr Dark y recuperar el Gran Protoon. En el epílogo, se toma unas vacaciones con sus amigos y antiguos enemigos.

## Desarrollo y lanzamiento

### Primeros conceptos y diseño

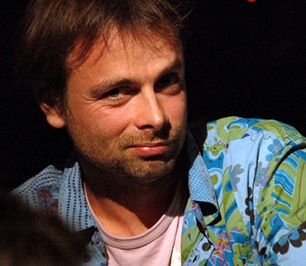
Michel Ancel (fotografiado en 2007), diseñador principal y creador de Rayman

Rayman fue creado por el diseñador francés Michel Ancel, que diseñó al personaje por primera vez en la década de 1980, cuando era un adolescente que estaba aprender a dibujar, componer música y programar para perseguir su sueño de crear videojuegos. Más tarde, Ancel revisaría formalmente sus diseños iniciales y empezaría a trabajar para la Atari ST y laboró solo en todos los aspectos. En 1988, el editor francés de juegos Ubisoft, fundado dos años antes por los cinco hijos de la familia Guillemot, había contratado a unos seis programadores y operaba desde Montreuil. Ancel era uno de los primeros contratados, tras llamar la atención de los hermanos Guillemot por sus dotes de animación. Yves Guillemot lo animó a presentar ideas para nuevos títulos, lo que llevó a una reunión entre Ancel, el programador Frédéric Houde, el diseñador Serge Hascoët y Gérard, Yves y Michel Guillemot, después de que Ancel y Houde se asociaran y siguieran trabajar en el concepto de Rayman y presentaran un diseño «totalmente extraño» de un gran trombón en cuyo interior el jugador tenía que imaginarse a sí mismo y un sistema de animación que Ancel había creado durante unos seis meses y que Hascoët alabó por su fluidez. A pesar de encontrarse en fase de investigación y desarrollo, Hascoet presionó para que entrara en producción formal, y Michel Guillemot aceptó hacerse cargo de él.
Rayman recibió luz verde en 1992, y Michel Guillemot dio libertad artística a Ancel y su equipo. El estilo se inspira en los cuentos de hadas celtas, chinos y rusos, así como en la infancia de Ancel, que pasó mucho tiempo junto a los ríos, perseguir insectos y trepar a grandes árboles. Cuando empezó a trabajar, comenzó con árboles y los diseños de las criaturas. Tras interesarse por herramientas de renderizado como Autodesk 3ds Max, optó por incorporar animaciones a 60 Hz. Houde lo consideró impresionante para una época en la que la mayoría de los juegos utilizaban sprites animados a cinco fotogramas por segundo. El protagonista debe su nombre a la técnica de renderizado de trazado de rayos.
Antes de embarcarse en la creación de los escenarios, los personajes y las animaciones, Ancel y Houde contrataron al ilustrador Eric Pelatan y a la artista Alexandra Steible. Esta última procedía de un estudio de animación y se encargó de dibujar plantillas aproximadas de animaciones y de estudiar posteriormente los resultados para digitalizarlos. Ancel lo imaginó inicialmente en torno al niño Jimmy, que crea el mundo en línea Hereitscool. Cuando se infecta con un virus, viaja al mundo y se mete en el cuerpo de su avatar, Rayman, para derrotarlo. Esta idea se desechó más tarde. Ancel definió su intención como la búsqueda de «un título de plataformas colorista, con gráficos impresionantes, animaciones concretas, fantasía, humor y, sobre todo, una gran mecánica». Durante la producción, cuatro personas trabajaron en cada mundo, en los niveles y en la sincronización de las actitudes del protagonista. Más tarde, Rayman se convirtió en el título que habían imaginado sus diseñadores, que lo consideraron un éxito.

### Producción y lanzamiento
Cuando Ancel se percató del decreciente interés del público por el Atari ST, orientó el desarrollo hacia el Super NES CD-ROM, un periférico para la Super Nintendo. Aunque Nintendo lo canceló en 1993, esa versión también había sido desechada. Se consideraba un lost media hasta que se redescubrió una copia fechada en 1992 en octubre de 2016. Con su permiso, el programador Omar Cornut lo publicó en línea en julio de 2017.
Michel Guillemot acabó asignando más promotores al proyecto y destinó quince millones de francos a su desarrollo. La producción se dividió en dos localizaciones: Mientras la sede de Ubisoft en Montreuil seguía ocupándose de las tareas técnicas, el equipo creativo en torno a Ancel y Houde trabajaba desde la ciudad natal de Ancel, Montpellier. La plantilla del proyecto creció hasta las cien personas. Trasladó la realización a la Atari Jaguar, una consola que consideraban capaz de manejar los gráficos que pretendían. Más tarde, decidieron llevarlo también a la PlayStation y la Sega Saturn debido a su hardware más capaz. Ubisoft lo hizo de un título de lanzamiento para las versiones norteamericana y europea de la PlayStation, buscando superar a los videojuegos de plataformas de la competencia japonesa lanzándolo simultáneamente con un nuevo y potente sistema.
A finales de 1994, los anuncios en revistas lo anunciaban como un título para Atari Jaguar con un lanzamiento en otoño o antes de diciembre de 1994. Rayman en el Jaguar se mostró por primera vez en el Consumer Electronics Show de 1994. Las promociones previas al lanzamiento de la PlayStation lo anunciaban que saldría a la venta el 13 de enero de 1995 en Japón. Posteriormente, las revistas japonesas indicaron que la fecha de estreno de esa versión era junio de 1995. Del mismo modo, las revistas norteamericanas informaron de un lanzamiento para Jaguar en junio de 1995, así como de adaptaciones para 32X y 3DO, ambas canceladas.
Rayman se estrenó por primera vez el 1 de septiembre de 1995 para Atari Jaguar en Europa y el 9 de septiembre de 1995 para Norteamérica. En septiembre se publicó para PlayStation, y en noviembre para la Sega Saturn. En diciembre de 1995 salió una versión para MS-DOS en Europa y en abril de 1996 en Norteamérica.

## Recepción
Rayman recibió una acogida generalmente positiva en su lanzamiento, con críticas que elogiaban sus animaciones, su atmósfera y su banda sonora. Eurogamer consideró que «no hay que avergonzarse por admitir» que recibió críticas favorables. Tommy Glide de GamePro lo describió como uno de los mejores para Atari Jaguar y lo elogió como muestra de las capacidades de la consola, aunque lo consideró inferior versión para PlayStation. Electronic Gaming Monthly escribió de forma similar que la versión para Atari Jaguar era un videojuego de plataformas sobresaliente, pero que palidecía frente a la versión para PlayStation debido a la menor calidad de audio y a la lentitud de respuesta de los controles. Glide apreció la precisión de los controles debido a los constantes saltos, agachadas y esquives que implica. Captain Squideo, también de GamePro, comentó que la adaptación para PlayStation era una «delicia deslumbrante» y lo proclamó uno de los más atractivos visualmente del momento.
Next Generation, aunque señala la falta de elementos originales, y que se separaba de muchos otros títulos de plataformas y tenía una verdadera sensación de profundidad y mecánica. El escritor de Entertainment Weekly, Bob Strauss opinó que puede ser el que «ennoblezca el mundo adolescente de los videojuegos» y el de películas de animación de Disney como Snow White and the Seven Dwarfs. Strauss también afirmó que es imprescindible para los poseedores de una videoconsola de quinta generación. Sam Hickman de Sega Saturn Magazine reprochó la adaptación para Sega Saturn porque, en su opinión, los diseñadores del juego decidieron crear demasiados niveles con la misma jugabilidad y luego intentaron ocultarlos añadir armas y hace que algunos de los niveles fueran realmente difíciles. Hickman afirmó que si una persona viera a otra jugar al juego, podría ser engañada fácilmente y pensar que se trataba del mejor para la Sega Saturn desde hacía tiempo. Sin embargo, su falta de interés y emoción hizo que fuera «sencillamente irritante y condenadamente difícil».
Los reseñantes expresaron opiniones divergentes sobre los gráficos. Jeff Sengstack, redactor de GameSpot, lo comparó con Donkey Kong Country y Pitfall!, y consideró que contaba con «elementos maravillosamente ingeniosos, personajes simpáticos y divertidos, música estupenda y un montón de caprichos», aunque criticó la falta de puntos de guardado frecuentes. Lawrence Neves de GamePro, opinó que era lo que los jugadores querían para la Sega Saturn y lo comparó favorablemente con anteriores de plataformas, como Bug! y Astal. Señaló que, aunque los gráficos y la música parecían infantiles en ocasiones, el reto estaba dirigido a jugadores experimentados. Neves consideraba que los exuberantes efectos visuales eran impecables y destacó especialmente los efectos de transición de niveles de la versión. Next Generation alabó sus gráficos, la optimización, la variedad de retos y el encantador personaje, y dijo que suponía un buen cambio de ritmo respecto a otros lanzamientos para PC. La revista consideraba impecable la versión para Atari Jaguar, afirmar que «con su amplia paleta de colores, detallados efectos de sonido y mecánicas en general, no hay nada en Rayman para Jaguar que esté por debajo de la marca de excelente».

### Ventas
A finales de 1995, se habían vendido 400 000 copias de Rayman en Europa. Vendió 900 000 copias en todo el mundo en 1997. Fue el juego de PlayStation más vendido de todos los tiempos en el Reino Unido, mientras que en Francia había vendido 670 000 copias en 2000, convirtiéndose en el segundo más vendido de la plataforma en el país. Las ventas totales en Estados Unidos ascendieron a 357.000 unidades. Según Gamasutra, las ventas de Rayman Advance se acercaron a las 600 000 unidades sólo durante la primera mitad del año fiscal 2001-2002 y alcanzaron las 770 000 copias a finales de marzo de 2002.

## Legado
El éxito comercial de Rayman dio lugar más tarde a una franquicia con varias secuelas, entre ellas Rayman 2: The Great Escape (1999), y algunos de los elementos influyeron en Rayman Origins. Ancel estuvo galardonado por el gobierno francés por su trabajo en 2006.
Llegó a la Game Boy Color a principios de 2000, a Palm OS en septiembre de 2001, a la Nintendo DSi en diciembre de 2009, y IOS en febrero de 2016. Rayman Advance, una variante para Game Boy Advance desarrollada por Digital Eclipse, salió a la venta en junio de 2001. Next Generation señaló que seguía siendo en gran medida el mismo que el original y alabó sus gráficos, música y controles. Martin Taylor, redactor de Eurogamer, lo consideró «un juego impresionante y, posiblemente, uno de los más atractivos para GBA del momento». El protagonista titular se convirtió en un personaje reconocible tras su lanzamiento y en una ocasión se pensó en convertirlo en la mascota de Atari Jaguar. La entrega es uno de los veinte títulos incluidos con la PlayStation Classic, una réplica en miniatura de PlayStation lanzada en diciembre de 2018.
Rayman Redemption, un remake del desarrollador finlandés Ryemanni, incluye mundos, niveles y minijuegos adicionales. Tras tres años, se lanzó a través de Game Jolt con motivo del 25 aniversario de Rayman. La producción comenzó tres años antes de su lanzamiento para el veinticinco aniversario de la serie, se hizo como «una reimaginación del original de 1995». Recibió elogios de la crítica, con PC Gamer y Kotaku lo alabar que tuviera una opción para jugadores casuales y masocore y considerándolo una fortuna para los usuarios traumatizados por la dificultad del original. Kotaku también destacó el contenido añadido.